# آنتونی پرات
آنتونی پرات (انگلیسی: Anthony Pratt؛ زادهٔ ۱۱ آوریل ۱۹۶۰) کارآفرین و سرمایه‌دار استرالیایی اهل لهستان است. وی فرزند و وارث میلیاردر لهستانی؛ ریچارد پرات می‌باشد.